# Tavia nana
Tavia nana là một loài bướm đêm trong họ Noctuidae.